# آموزش در مصر

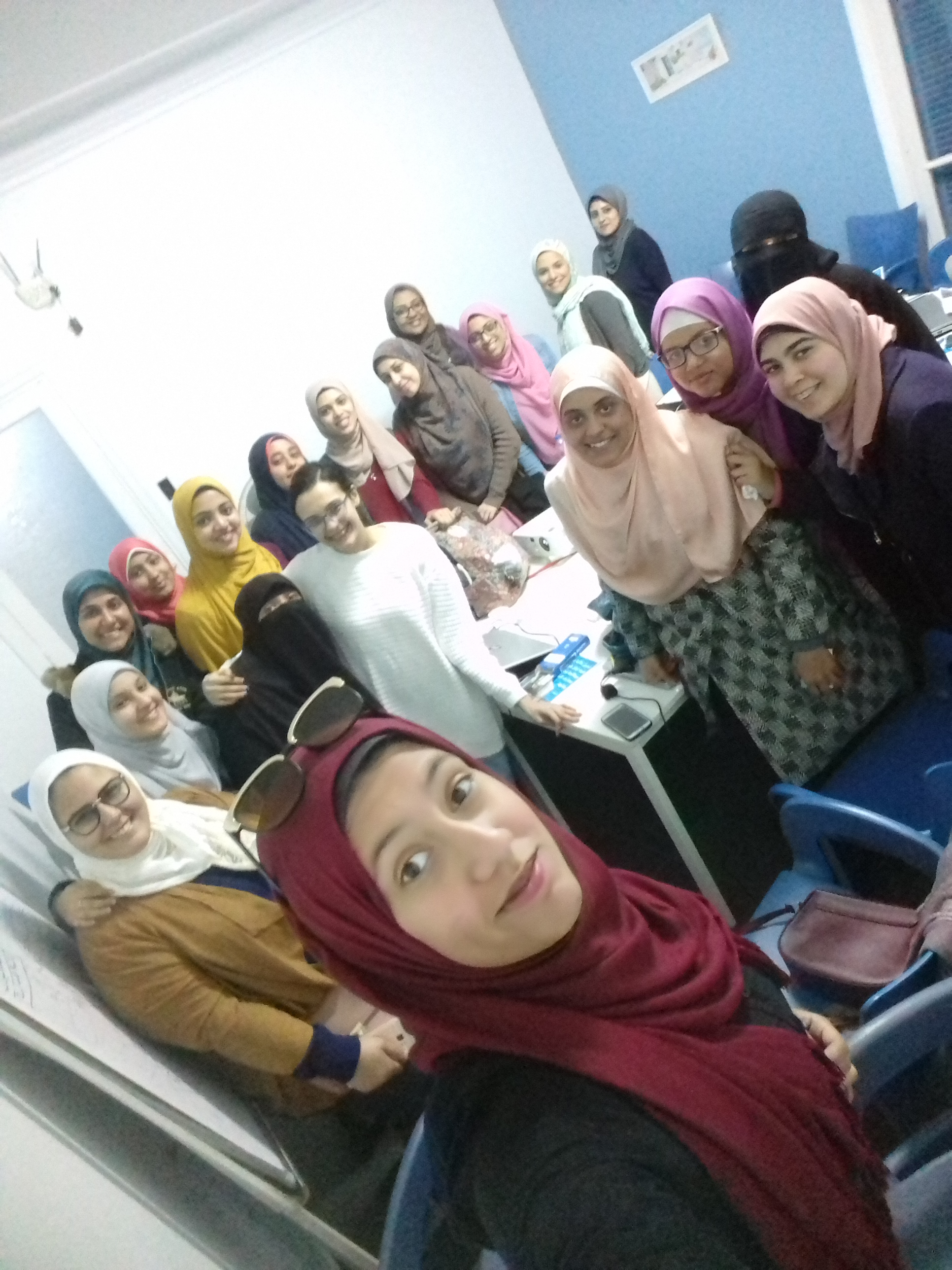

آموزش و پرورش در مصر از زمان مصریان باستان، که در اختراع نوشتن سهیم بودند، گسترش یافته‌است. آنها زبان مصری باستان را با خط هیروگلیف ثبت کردند. مصریان «بار آنخ» یا خانه زندگی به عنوان اولین مدرسه و کتابخانه در تاریخ بشریت تأسیس شد. با ورود مسیحیت به مصر در سال ۶۰ بعد از میلاد، برخی از ویژگی‌های آموزش تغییر کرد، مدارس به جای معابد با کلیساها ارتباط پیدا کردند و مدرسه الهیات در اسکندریه تأسیس شد. پس از فتح اسلامی مصر، مدارس وابسته به مساجد پدیدار شد و مسجد عمرو بن العاص اولین مرکزی بود که در آن دروس در مصر دوران اسلامی برگزار شد.
مسجد الازهر اولین مدرسه شبیه به موسسات معمولی امروزی است. با روی کار آمدن محمد علی پاشا در مصر، او شروع به تغییر نظام آموزشی به منظور هماهنگی با نظام‌های مدرن کرد و مدارس نظامی، دبیرستان‌ها، مدارس مقدماتی و دبستان تأسیس کرد. در سال ۱۹۰۸، اولین دانشگاه مدرن مصر (دانشگاه قاهره فعلی) افتتاح شد و پس از آن تأسیس دانشگاه‌ها در سراسر مصر ادامه یافت.